# Microfilm

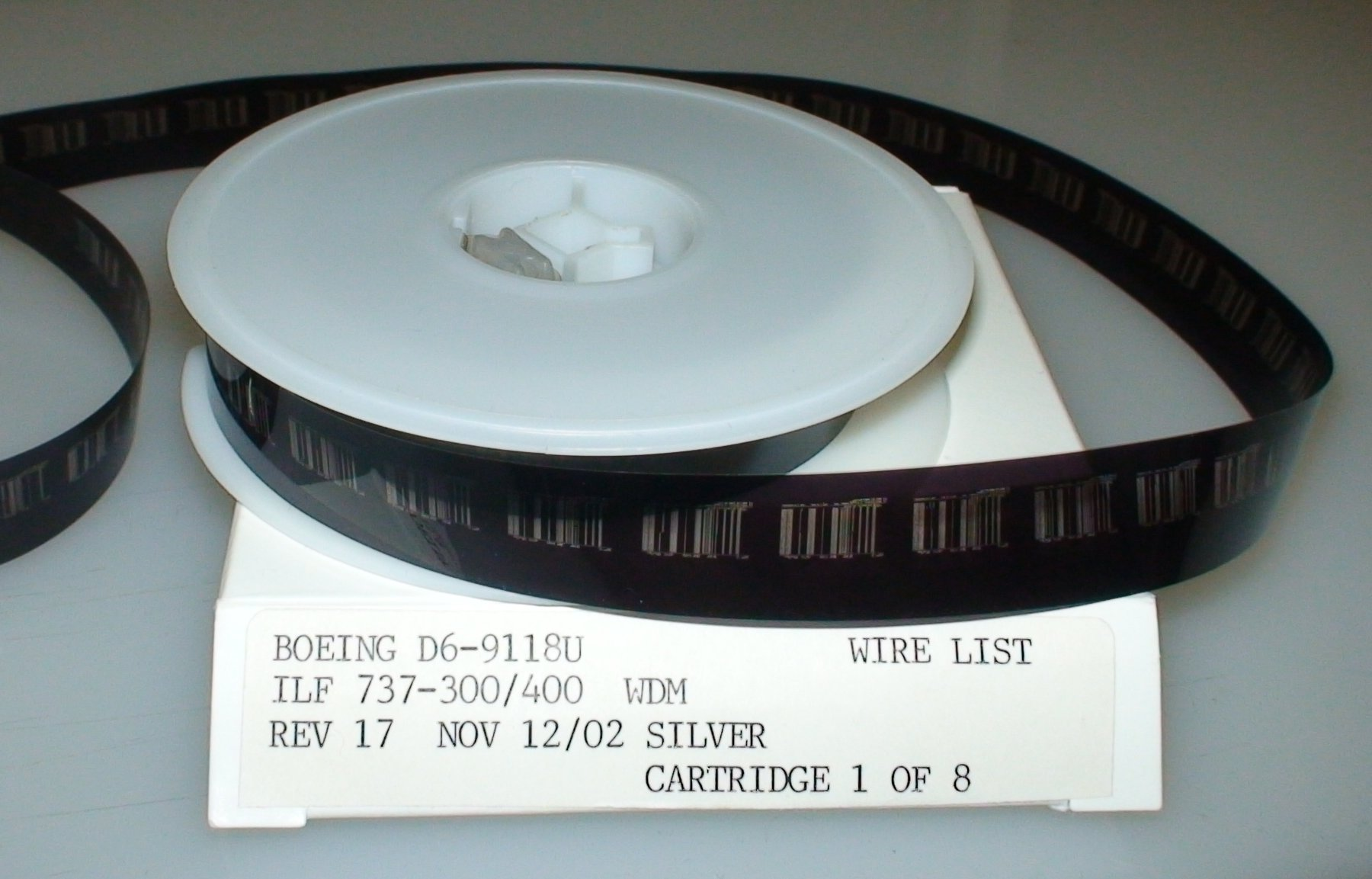
Un microfilm.

Le microfilm, dans sa forme documentaire, est un support de stockage analogique reproduisant des documents, tel des pages de livres ou périodiques, des documents juridiques ou comptables ou des dessins techniques.
Il existe aussi un microfilm dit COM (Computer output microfilm) réalisé par impression directe d'un film photographique à partir d'un fichier numérique.

## Description
Pour les archives et documents, la forme la plus courante est un rouleau de film photographique inversible noir et blanc au  format 35 mm. Une autre forme plus répandue lorsqu'il s'agit de dessins techniques, est la carte perforée Hollerith, qui ne comporte qu'une vue. On a beaucoup utilisé et on utilise encore dans des applications commerciales le format 16 mm. La plupart des films 16 mm comportent un système d'indexation par pavés optiques marqués sur le bord de chaque image, mais ces informations ne servent pas tant à l'utilisation du microfilm lui-même qu'à des systèmes de recherche automatisés.
Les échelles de réduction varient selon les dimensions de l'original, le format du film (19 ou 35 mm) et l'exigence de qualité. L'échelle de réduction 24 permet de reproduire un format A4 en mode vertical sur un film 16 mm. Les formats supérieurs sont reproduits habituellement sur film 35 mm. Le COM permet d'utiliser sans perdre de lisibilité, des échelles de réduction supérieures : 48, voire 96.
Le microfilm n'est pas le support de stockage analogique le plus compact, la microfiche l'est davantage.
L'un des intérêts majeurs du microfilm noir et blanc est sa grande stabilité dans le temps : le support est connu, et tant l'expérience que les tests de laboratoire ont démontré qu'il pouvait se conserver, dans des conditions favorables de température et d'humidité, plusieurs centaines d'années. Le microfilm couleur, utilisé pour la reproduction de documents imprimés en couleur, de manuscrits enluminés, de dessins, se dégrade comme tous les films couleur, beaucoup plus rapidement. Seule la conservation dans le froid et l'obscurité permet de lui assurer une durée de vie élevée. 

## Histoire
La reproduction documentaire est née presque en même temps que la photographie. L'Anglais John Benjamin Dancer (1812-1887) est le premier à produire des documents miniaturisés dès 1839 en utilisant le procédé du daguerréotype. Toutefois, ce procédé ancien est mal adapté à la reproduction documentaire, car les images produites sont peu lisibles. Ce procédé ne permet pas non plus la reproduction d'illustration, car Dancer ne sera pas en mesure de reproduire des illustrations avant 1851. Le Français René Dagron découvre les microphotos de Dancer lors d'une exposition à l'Académie de Paris en 1856. Ce photographe et inventeur français perfectionne alors une méthode pour produire de manière industrielle des microphotos et microdocuments. Il est le premier à breveter un procédé de microfilm, le 21 juin 1859,. Dagron se consacre à la reproduction en format réduit de photographies de monuments ou de sites célèbres pendant plusieurs années. C'est lors du Siège de Paris (1870-1871) que sa technique de microfilm devient un instrument de communication important, alors qu'il réduit des documents afin qu'ils puissent être transportés par des pigeons hors de Paris . 
L'émulsion et le support doivent avoir des caractéristiques particulières pour convenir à la reproduction documentaire ; l'émulsion doit offrir un contraste élevé et une haute résolution  alors que le support doit être souple, léger, résistant et stable dans le temps. Ainsi, la contribution de George Eastman, avec la création du film en rouleau dans les dernières années du XIXe siècle, sera déterminante pour l'évolution du microfilm.    
Au début du XXe siècle, les microfilms prendront peu à peu leur place dans les bibliothèques. À partir de 1920, les progrès accomplis par l'industrie cinématographique et la demande croissante pour les microdocuments conduisent au développement de films spécialement conçu pour la reproduction documentaire. Ces premiers films apparaissent en 1937 et multiplient les emplois possibles du microfilm. C'est au cours et à la suite de la Seconde Guerre mondiale que le champ d'utilisation du microfilm va s'étendre au-delà du domaine des archives et des bibliothèques ; son utilisation s'étend aux laboratoires de recherches, aux entreprises industrielles et commerciales et aux administrations. La demande pour les microfilms demeure stable durant les années 1940 et 1950. Toutefois, la rapide expansion de l'éducation supérieure dans les années 1960 en Amérique du Nord fait croitre de manière importante l'industrie du microfilm.

## Les applications
L'utilisation la plus ancienne des microfilms aux États-Unis était orientée vers l'acquisition d'archives, de manuscrits ou de livres rares provenant de l'étranger par les bibliothèques. Ainsi, les microfilms ont été très utiles au développement des collections des bibliothèques américaines.   
Les microfilms tiennent un rôle important dans la conservation et la diffusion des collections de journaux, documents fragiles qui se dégradent vite. Les microfilms permettent de reconstituer des collections complètes en faisant appel à des séries dispersées à travers le monde.  
La Florida power & light compagny a créé en 1986 une division de micrographie à l'intérieur de son département d'archives afin de microfilmer de nombreux documents allant de la facturation de la consommation d'électricité aux plans de financement de centrale nucléaire.  
Les banques américaines utilisaient les microfilms au cours du XXe siècle pour reproduire des chèques. Aux États-Unis, une fois les chèques honorés, il est d'usage qu'ils soient retournés à l'émetteur. Le microfilmage des chèques permet ainsi aux banques de conserver une trace des chèques avant qu'ils ne soient retournés. 

## Les moyens d'exploitation de l'image
Il existe plusieurs méthodes pour exploiter les images contenues sur un microfilm :
1. La lecture : Il existe des appareils de lecture ayant des systèmes optiques qui agrandissent les images du microfilm par projection jusqu'à un format qui en permet la lecture sur un écran[12]. L'utilisation est facile et accessible.
2. La restitution : Il est possible de reconstituer partiellement ou totalement un microfilm sous forme papier à l'aide de lecteur-reproducteur[12].
3. La numérisation : Il est maintenant possible de reconstituer partiellement ou entièrement sous forme numérique un document de microfilm.
4. La duplication des films : On peut dupliquer un film afin de créer une copie identique du microfilm et cela sans passer par la forme papier[12].

## Conservation
Les microfilms ont de nombreux avantages au niveau de la conservation ; ils résistent bien à la chaleur, à l'humidité et à l'exposition à la lumière. Nous pouvons ainsi avoir la certitude qu'ils seront encore lisibles 100 ans après leurs créations. La durabilité dans le temps des microfilms a été mise en évidence par les expérimentations de chercheurs du Rochester institute of technology sur des microfilms couleurs. Ces microfilms résistaient bien à la chaleur et à l'humidité, car il y a eu une perte de seulement 12% de densité dans le cyan après une exposition à 85°C et à 60% d'humidité pendant 224 jours. Leur résistance à la lumière était encore meilleure, car il y a eu seulement une perte de 0.18% de densité dans les zones colorées après 200 jours d'exposition à 4 500 lux (le magenta était le plus affecté par la lumière).